# Medallistas olímpicos en gimnasia (femenino)
Tabla de medallas de oro, plata y bronce de la Gimnasia artística y la Gimnasia rítmica en los Juegos Olímpicos en cada una de las pruebas que forman parte del torneo.
- Para las varones véase Medallistas Olímpicos en gimnasia - Hombres.

## Gimnasia artística

### Programa vigente

#### All-around, individual
| Edición             | Oro                                    | Plata                                                    | Bronce                                               |
| ------------------- | -------------------------------------- | -------------------------------------------------------- | ---------------------------------------------------- |
| Berlín 1936         | Trudi Meyer · Alemania                 | Erna Bürger · Alemania                                   | Käthe Sohnemann · Alemania                           |
| Londres 1948        | Zdeňka Honsová · Checoslovaquia        | Edit Weckinger · Hungría Laura Micheli · Italia          | medalla no otorgada                                  |
| Helsinki 1952       | Maria Gorokhovskaya · Unión Soviética  | Nina Bocharova · Unión Soviética                         | Margit Korondi · Hungría                             |
| Melbourne 1956      | Larisa Latynina · Unión Soviética      | Ágnes Keleti · Hungría                                   | Sofia Muratova · Unión Soviética                     |
| Roma 1960           | Larisa Latynina · Unión Soviética      | Sofia Muratova · Unión Soviética                         | Polina Astakhova · Unión Soviética                   |
| Tokio 1964          | Věra Čáslavská · Checoslovaquia        | Larisa Latynina · Unión Soviética                        | Polina Astakhova · Unión Soviética                   |
| México 1968         | Věra Čáslavská · Checoslovaquia        | Zinaida Voronina · Unión Soviética                       | Natalia Kuchinskaya · Unión Soviética                |
| Múnich 1972         | Ludmilla Tourischeva · Unión Soviética | Karin Janz · Alemania Oriental                           | Tamara Lazakovich · Unión Soviética                  |
| Montreal 1976       | Nadia Comăneci · Rumania               | Nellie Kim · Unión Soviética                             | Ludmilla Tourischeva · Unión Soviética               |
| Moscú 1980          | Yelena Davydova · Unión Soviética      | Nadia Comăneci · Rumania Maxi Gnauck · Alemania Oriental | medalla no otorgada                                  |
| Los Ángeles 1984    | Mary Lou Retton · Estados Unidos       | Ecaterina Szabo · Rumania                                | Simona Păucă · Rumania                               |
| Seúl 1988           | Yelena Shushunova · Unión Soviética    | Daniela Silivaș · Rumania                                | Svetlana Boginskaya · Unión Soviética                |
| Barcelona 1992      | Tatiana Gutsu · Equipo Unificado       | Shannon Miller · Estados Unidos                          | Lavinia Miloșovici · Rumania                         |
| Atlanta 1996        | Lilia Podkopayeva · Ucrania            | Gina Gogean · Rumania                                    | Simona Amânar · Rumania Lavinia Miloșovici · Rumania |
| Sídney 2000         | Simona Amânar · Rumania                | Maria Olaru · Rumania                                    | Liu Xuan · República Popular China                   |
| Atenas 2004         | Carly Patterson · Estados Unidos       | Svetlana Khorkina · Rusia                                | Zhang Nan · República Popular China                  |
| Beijing 2008        | Nastia Liukin · Estados Unidos         | Shawn Johnson · Estados Unidos                           | Yang Yilin · República Popular China                 |
| Londres 2012        | Gabby Douglas · Estados Unidos         | Viktoria Komova · Rusia                                  | Aliya Mustafina · Rusia                              |
| Río de Janeiro 2016 | Simone Biles · Estados Unidos          | Aly Raisman · Estados Unidos                             | Aliya Mustafina · Rusia                              |
| Tokio 2020          | Sunisa Lee · Estados Unidos            | Rebeca Andrade · Brasil                                  | Angelina Melnikova · ROC                             |
| París 2024          | Simone Biles · Estados Unidos          | Rebeca Andrade · Brasil                                  | Sunisa Lee · Estados Unidos                          |

#### All-around, equipos
| Edición             | Oro | Plata | Bronce |
| ------------------- | --- | --- | --- |
| Ámsterdam 1928      | Países BajosEstella Agsteribbe · Jacomina van den Berg · Alida van den Bos · Petronella Burgerhof · Elka de Levie · Helena Nordheim · Ans Polak · Petronella van Randwijk · Hendrika van Rumt · Jud Simons · Jacoba Stelma · Anna van der Vegt | ItaliaBianca Ambrosetti · Lavinia Gianoni · Luigina Giavotti · Virginia Giorgi · Germana Malabarba · Clara Marangoni · Luigina Perversi · Diana Pizzavini · Luisa Tanzini · Carolina Tronconi · Ines Vercesi · Rita Vittadini | Reino UnidoAnnie Broadbent · Lucy Desmond · Margaret Hartley · Amy Jagger · Isobel Judd · Jessie Kite · Marjorie Moreman · Edith Pickles · Ethel Seymour · Ada Smith · Hilda Smith · Doris Woods |
| Berlín 1936         | AlemaniaAnita Bärwirth · Erna Bürger · Isolde Frölian · Friedl Iby · Trudi Meyer · Paula Pöhlsen · Julie Schmitt · Käthe Sohnemann | ChecoslovaquiaJaroslava Bajerová · Vlasta Děkanová · Božena Dobešová · Vlasta Foltová · Anna Hřebřinová · Matylda Pálfyová · Zdeňka Veřmiřovská · Marie Větrovská                                                             | HungríaMargit Csillik · Margit Kalocsai · Ilona Madary · Gabriella Mészáros · Margit Nagy · Olga Törös · Judit Tóth · Eszter Voit                                                                |
| Londres 1948        | ChecoslovaquiaZdeňka Honsová · Marie Kovářová · Miloslava Misáková · Milena Müllerová · Věra Růžičková · Olga Šilhánová · Božena Srncová · Zdeňka Veřmiřovská                                                                                  | HungríaErzsébet Balázs · Irén Karcsics · Anna Fehér · Erzsébet Gulyás-Köteles · Olga Tass · Margit Nagy-Sándor · Edit Perényi-Weckinger · Mária Zalai-Kövi                                                                    | Estados UnidosLadislava Bakanic · Marian Barone · Dorothy Dalton · Meta Elste · Consetta Lenz · Helen Schifano · Clara Schroth · Anita Simonis                                                   |
| Helsinki 1952       | Unión SoviéticaNina Bocharova · Pelageya Danilova · Maria Gorokhovskaya · Medea Jugeli · Ekaterina Kalinchuk · Galina Minaicheva · Galina Shamrai · Galina Urbanovich                                                                          | HungríaAndrea Bodó · Irén Daruházi-Karcsics · Erzsébet Gulyás-Köteles · Ágnes Keleti · Margit Korondi · Edit Perényi-Weckinger · Olga Tass · Mária Kövi-Zalai                                                                 | ChecoslovaquiaHana Bobková · Alena Chadimová · Jana Rabasová · Alena Reichová · Matylda Šínová · Božena Srncová · Věra Vančurová · Eva Věchtová                                                  |
| Melbourne 1956      | Unión SoviéticaPolina Astakhova · Lyudmila Yegorova · Lidia Kalinina · Larisa Latynina · Tamara Manina · Sofia Muratova | HungríaErzsébet Gulyás-Köteles · Ágnes Keleti · Alice Kertész · Margit Korondi · Olga Lemhényi-Tass · Andrea Molnár-Bodó | RumaniaGeorgeta Hurmuzachi · Sonia Iovan · Elena Leuşteanu · Elena Mărgărit · Elena Săcălici · Emilia Vătășoiu                                                                                   |
| Roma 1960           | Unión SoviéticaPolina Astakhova · Lidia Ivanova · Larisa Latynina · Tamara Lyukhina · Sofia Muratova · Margarita Nikolaeva | ChecoslovaquiaEva Bosáková · Věra Čáslavská · Matylda Matoušková · Hana Růžičková · Ludmila Švédová · Adolfína Tačová | RumaniaAtanasia Ionescu · Sonia Iovan · Elena Leuşteanu · Elena Niculescu · Uta Poreceanu · Emilia Vătășoiu                                                                                      |
| Tokio 1964          | Unión SoviéticaPolina Astakhova · Lyudmila Gromova · Larisa Latynina · Tamara Manina · Elena Volchetskaya · Tamara Zamotailova | ChecoslovaquiaVěra Čáslavská · Marianna Krajčírová · Jana Kubičková · Hana Růžičková · Jaroslava Sedláčková · Adolfína Tkačíková                                                                                              | JapónToshiko Aihara · Ginko Chiba · Keiko Ikeda · Taniko Nakamura · Kiyoko Ono · Hiroko Tsuji |
| México 1968         | Unión SoviéticaLyubov Burda · Olga Karaseva · Natalia Kuchinskaya · Larisa Petrik · Ludmilla Tourischeva · Zinaida Voronina | ChecoslovaquiaVěra Čáslavská · Marianna Krajčírová · Jana Kubičková · Hana Lišková · Bohumila Řimnáčová · Miroslava Skleničková                                                                                               | Alemania OrientalMaritta Bauerschmidt · Karin Janz · Marianne Noack · Magdalena Schmidt · Ute Starke · Erika Zuchold                                                                             |
| Múnich 1972         | Unión SoviéticaLyubov Burda · Olga Korbut · Antonina Koshel · Tamara Lazakovich · Elvira Saadi · Ludmilla Tourischeva | Alemania OrientalIrene Abel · Angelika Hellmann · Karin Janz · Richarda Schmeisser · Christine Schmitt · Erika Zuchold | HungríaIlona Békési · Mónika Császár · Márta Kelemen · Anikó Kéry · Krisztina Medveczky · Zsuzsa Nagy                                                                                            |
| Montreal 1976       | Unión SoviéticaMaria Filatova · Svetlana Grozdova · Nellie Kim · Olga Korbut · Elvira Saadi · Ludmilla Tourischeva | RumaniaNadia Comăneci · Mariana Constantin · Georgeta Gabor · Anca Grigoraș · Gabriela Trușcă · Teodora Ungureanu | Alemania OrientalCarola Dombeck · Gitta Escher · Kerstin Gerschau · Angelika Hellmann · Marion Kische · Steffi Kräker                                                                            |
| Moscú 1980          | Unión SoviéticaYelena Davydova · Maria Filatova · Nellie Kim · Yelena Naimushina · Natalia Shaposhnikova · Stella Zakharova | RumaniaNadia Comăneci · Rodica Dunca · Emilia Eberle · Cristina Elena Grigoraş · Melita Ruhn · Dumitriţa Turner | Alemania OrientalMaxi Gnauck · Silvia Hindorff · Steffi Kräker · Katharina Rensch · Karola Sube · Birgit Süss                                                                                    |
| Los Ángeles 1984    | RumaniaLavinia Agache · Laura Cutina · Cristina Elena Grigoraş · Simona Păucă · Mihaela Stănuleț · Ecaterina Szabo | Estados UnidosPamela Bileck · Michelle Dusserre · Kathy Johnson · Julianne McNamara · Mary Lou Retton · Tracee Talavera | República Popular ChinaChen Yongyan · Huang Qun · Ma Yanhong · Wu Jiani · Zhou Ping · Zhou Qiurui                                                                                                |
| Seúl 1988           | Unión SoviéticaSvetlana Baitova · Svetlana Boginskaya · Natalia Lashchenova · Elena Shevchenko · Yelena Shushunova · Olga Strazheva | RumaniaAurelia Dobre · Eugenia Golea · Celestina Popa · Gabriela Potorac · Daniela Silivaș · Camelia Voinea | Alemania OrientalGabriele Fähnrich · Martina Jentsch · Dagmar Kersten · Ulrike Klotz · Bettina Schieferdecker · Dörte Thümmler                                                                   |
| Barcelona 1992      | Equipo UnificadoSvetlana Boginskaya · Oksana Chusovitina · Rozalia Galiyeva · Elena Grudneva · Tatiana Gutsu · Tatiana Lysenko | RumaniaCristina Bontaș · Gina Gogean · Vanda Hădărean · Lavinia Miloșovici · Maria Neculiță · Mirela Pașca | Estados UnidosWendy Bruce · Dominique Dawes · Shannon Miller · Betty Okino · Kerri Strug · Kim Zmeskal                                                                                           |
| Atlanta 1996        | Estados UnidosAmanda Borden · Amy Chow · Dominique Dawes · Shannon Miller · Dominique Moceanu · Jaycie Phelps · Kerri Strug | RusiaElena Dolgopolova · Rozalia Galiyeva · Elena Grosheva · Svetlana Khorkina · Dina Kochetkova · Yevgeniya Kuznetsova · Oksana Liapina                                                                                      | RumaniaSimona Amânar · Gina Gogean · Ionela Loaieș · Alexandra Marinescu · Lavinia Miloșovici · Mirela Țugurlan                                                                                  |
| Sídney 2000         | RumaniaSimona Amânar · Loredana Boboc · Andreea Isărescu · Maria Olaru · Claudia Presăcan · Andreea Răducan | RusiaAnna Chepeleva · Anastasiya Kolesnikova · Svetlana Khorkina · Yekaterina Lobaznyuk · Yelena Produnova · Elena Zamolodchikova                                                                                             | Estados UnidosAmy Chow · Jamie Dantzscher · Dominique Dawes · Kristen Maloney · Elise Ray · Tasha Schwikert                                                                                      |
| Atenas 2004         | RumaniaOana Ban · Alexandra Eremia · Cătălina Ponor · Monica Roșu · Nicoleta Daniela Șofronie · Silvia Stroescu | Estados UnidosMohini Bhardwaj · Annia Hatch · Terin Humphrey · Courtney Kupets · Courtney McCool · Carly Patterson | RusiaLudmila Ezhova · Svetlana Khorkina · Maria Krioutchkova · Anna Pavlova · Elena Zamolodchikova · Natalia Ziganshina                                                                          |
| Beijing 2008        | República Popular ChinaCheng Fei · Deng Linlin · He Kexin · Jiang Yuyuan · Li Shanshan · Yang Yilin | Estados UnidosShawn Johnson · Nastia Liukin · Chellsie Memmel · Samantha Peszek · Alicia Sacramone · Bridget Sloan | RumaniaAndreea Acatrinei · Gabriela Drăgoi · Andreea Grigore · Sandra Izbașa · Steliana Nistor · Anamaria Tămârjan                                                                               |
| Londres 2012        | Estados UnidosGabby Douglas · McKayla Maroney · Aly Raisman · Kyla Ross · Jordyn Wieber | RusiaKsenia Afanasyeva · Anastasia Grishina · Viktoria Komova · Aliya Mustafina · Maria Paseka | RumaniaDiana Bulimar · Diana Chelaru · Larisa Iordache · Sandra Izbașa · Cătălina Ponor |
| Río de Janeiro 2016 | Estados UnidosSimone Biles · Gabby Douglas · Laurie Hernandez · Madison Kocian · Aly Raisman | RusiaAngelina Melnikova · Aliya Mustafina · Maria Paseka · Daria Spiridonova · Seda Tutkhalyan | República Popular ChinaFan Yilin · Mao Yi · Shang Chunsong · Tan Jiaxin · Wang Yan |
| Tokio 2020          | ROC Lilia Akhaimova · Viktoria Listunova · Angelina Melnikova · Vladislava Urazova | Estados Unidos Simone Biles · Jordan Chiles · Sunisa Lee · Grace McCallum | Reino Unido Jennifer Gadirova · Jessica Gadirova · Alice Kinsella · Amelie Morgan |
| París 2024          | Estados Unidos Simone Biles · Jade Carey · Jordan Chiles · Sunisa Lee · Hezly Rivera | Italia Angela Andreoli · Alice D'Amato · Manila Esposito · Elisa Iorio · Giorgia Villa | Brasil Rebeca Andrade · Jade Barbosa · Lorrane Oliveira · Flávia Saraiva · Júlia Soares |

#### Barras asimétricas
| Edición             | Oro                                                                     | Plata                                                           | Bronce                                                                                   |
| ------------------- | ----------------------------------------------------------------------- | --------------------------------------------------------------- | ---------------------------------------------------------------------------------------- |
| Berlín 1936         | Trudi Meyer · Alemania                                                  | Käthe Sohnemann · Alemania                                      | Margit Nagy · Hungría                                                                    |
| Helsinki 1952       | Margit Korondi · Hungría                                                | Maria Gorokhovskaya · Unión Soviética                           | Ágnes Keleti · Hungría                                                                   |
| Melbourne 1956      | Ágnes Keleti · Hungría                                                  | Larisa Latynina · Unión Soviética                               | Sofia Muratova · Unión Soviética                                                         |
| Roma 1960           | Polina Astakhova · Unión Soviética                                      | Larisa Latynina · Unión Soviética                               | Tamara Lyukhina · Unión Soviética                                                        |
| Tokio 1964          | Polina Astakhova · Unión Soviética                                      | Katalin Makray · Hungría                                        | Larisa Latynina · Unión Soviética                                                        |
| México 1968         | Věra Čáslavská · Checoslovaquia                                         | Karin Janz · Alemania Oriental                                  | Zinaida Voronina · Unión Soviética                                                       |
| Munich 1972         | Karin Janz · Alemania Oriental                                          | Olga Korbut · Unión Soviética Erika Zuchold · Alemania Oriental | medalla no otorgada                                                                      |
| Montreal 1976       | Nadia Comăneci · Rumania                                                | Teodora Ungureanu · Rumania                                     | Marta Egervari · Hungría                                                                 |
| Moscú 1980          | Maxi Gnauck · Alemania Oriental                                         | Emilia Eberle · Rumania                                         | Maria Filatova · Unión Soviética Steffi Kräker · Alemania Oriental Melita Ruhn · Rumania |
| Los Ángeles 1984    | Ma Yanhong · República Popular China Julianne McNamara · Estados Unidos | medalla no otorgada                                             | Mary Lou Retton · Estados Unidos                                                         |
| Seúl 1988           | Daniela Silivaș · Rumania                                               | Dagmar Kersten · Alemania Oriental                              | Yelena Shushunova · Unión Soviética                                                      |
| Barcelona 1992      | Lu Li · República Popular China                                         | Tatiana Gutsu · Equipo Unificado                                | Shannon Miller · Estados Unidos                                                          |
| Atlanta 1996        | Svetlana Khorkina · Rusia                                               | Amy Chow · Estados Unidos Bi Wenjing · República Popular China  | medalla no otorgada                                                                      |
| Sídney 2000         | Svetlana Khorkina · Rusia                                               | Ling Jie · República Popular China                              | Yang Yun · República Popular China                                                       |
| Atenas 2004         | Émilie Le Pennec · Francia                                              | Terin Humphrey · Estados Unidos                                 | Courtney Kupets · Estados Unidos                                                         |
| Beijing 2008        | He Kexin · República Popular China                                      | Nastia Liukin · Estados Unidos                                  | Yang Yilin · República Popular China                                                     |
| Londres 2012        | Aliya Mustafina · Rusia                                                 | He Kexin · República Popular China                              | Beth Tweddle · Reino Unido                                                               |
| Río de Janeiro 2016 | Aliya Mustafina · Rusia                                                 | Madison Kocian · Estados Unidos                                 | Sophie Scheder · Alemania                                                                |
| Tokio 2020          | Nina Derwael · Bélgica                                                  | Anastasia Ilyankova · ROC                                       | Sunisa Lee · Estados Unidos                                                              |
| París 2024          | Kaylia Nemour · Argelia                                                 | Qiu Qiyuan · República Popular China                            | Sunisa Lee · Estados Unidos                                                              |

#### Viga de equilibrio
| Edición             | Oro                                              | Plata                                                           | Bronce                                                         |
| ------------------- | ------------------------------------------------ | --------------------------------------------------------------- | -------------------------------------------------------------- |
| Berlín 1936         | Gabriella Mészáros · Hungría                     | Zdeňka Veřmiřovská · Checoslovaquia                             | Erna Bürger · Alemania Consetta Caruccio-Lenz · Estados Unidos |
| Londres 1948 †      | Zdeňka Honsová · Checoslovaquia                  | Irén Karcsics · Hungría                                         | Margit Nagy · Hungría Miloslava Misáková · Checoslovaquia      |
| Helsinki 1952       | Nina Bocharova · Unión Soviética                 | Maria Gorokhovskaya · Unión Soviética                           | Margit Korondi · Hungría                                       |
| Melbourne 1956      | Ágnes Keleti · Hungría                           | Eva Bosáková · Checoslovaquia Tamara Manina · Unión Soviética   | medalla no otorgada                                            |
| Roma 1960           | Eva Bosáková · Checoslovaquia                    | Larisa Latynina · Unión Soviética                               | Sofia Muratova · Unión Soviética                               |
| Tokio 1964          | Věra Čáslavská · Checoslovaquia                  | Tamara Manina · Unión Soviética                                 | Larisa Latynina · Unión Soviética                              |
| México 1968         | Natalia Kuchinskaya · Unión Soviética            | Věra Čáslavská · Checoslovaquia                                 | Larisa Petrik · Unión Soviética                                |
| Munich 1972         | Olga Kórbut · Unión Soviética                    | Tamara Lazakovich · Unión Soviética                             | Karin Janz · Alemania Oriental                                 |
| Montreal 1976       | Nadia Comăneci · Rumania                         | Olga Kórbut · Unión Soviética                                   | Teodora Ungureanu · Rumania                                    |
| Moscú 1980          | Nadia Comăneci · Rumania                         | Yelena Davydova · Unión Soviética                               | Natalia Shaposhnikova · Unión Soviética                        |
| Los Ángeles 1984    | Simona Păucă · Rumania Ecaterina Szabo · Rumania | medalla no otorgada                                             | Kathy Johnson · Estados Unidos                                 |
| Seúl 1988           | Daniela Silivaș · Rumania                        | Yelena Shushunova · Unión Soviética                             | Phoebe Mills · Estados Unidos Gabriela Potorac · Rumania       |
| Barcelona 1992      | Tatiana Lysenko · Equipo Unificado               | Lu Li · República Popular China Shannon Miller · Estados Unidos | medalla no otorgada                                            |
| Atlanta 1996        | Shannon Miller · Estados Unidos                  | Lilia Podkopayeva · Ucrania                                     | Gina Gogean · Rumania                                          |
| Sídney 2000         | Liu Xuan · República Popular China               | Yekaterina Lobaznyuk · Rusia                                    | Yelena Produnova · Rusia                                       |
| Atenas 2004         | Cătălina Ponor · Rumania                         | Carly Patterson · Estados Unidos                                | Alexandra Eremia · Rumania                                     |
| Beijing 2008        | Shawn Johnson · Estados Unidos                   | Nastia Liukin · Estados Unidos                                  | Cheng Fei · República Popular China                            |
| Londres 2012        | Deng Linlin · República Popular China            | Sui Lu · República Popular China                                | Aly Raisman · Estados Unidos                                   |
| Río de Janeiro 2016 | Sanne Wevers · Países Bajos                      | Laurie Hernandez · Estados Unidos                               | Simone Biles · Estados Unidos                                  |
| Tokio 2020          | Guan Chenchen · República Popular China          | Tang Xijing · República Popular China                           | Simone Biles · Estados Unidos                                  |
| París 2024          | Alice D'Amato · Italia                           | Zhou Yaqin · República Popular China                            | Manila Esposito · Italia                                       |

#### Salto de potro
| Edición             | Oro                                                    | Plata                                                                       | Bronce                                                    |
| ------------------- | ------------------------------------------------------ | --------------------------------------------------------------------------- | --------------------------------------------------------- |
| Berlín 1936         | Anita Bärwirth · Alemania                              | Käthe Sohnemann · Alemania                                                  | Erna Bürger · Alemania                                    |
| Londres 1948        | Karin Lindberg · Suecia                                | Joan Airey · Reino Unido Clara Schroth · Estados Unidos                     | medalla no otorgada                                       |
| Helsinki 1952       | Ekaterina Kalinchuk · Unión Soviética                  | Maria Gorokhovskaya · Unión Soviética                                       | Galina Minaicheva · Unión Soviética                       |
| Melbourne 1956      | Larisa Latynina · Unión Soviética                      | Tamara Manina · Unión Soviética                                             | Olga Lemhényi-Tass · Hungría Ann-Sofi Pettersson · Suecia |
| Roma 1960           | Margarita Nikolaeva · Unión Soviética                  | Sofia Muratova · Unión Soviética                                            | Larisa Latynina · Unión Soviética                         |
| Tokio 1964          | Věra Čáslavská · Checoslovaquia                        | Larisa Latynina · Unión Soviética Birgit Radochla · Equipo Alemán Unificado | medalla no otorgada                                       |
| México 1968         | Věra Čáslavská · Checoslovaquia                        | Erika Zuchold · Alemania Oriental                                           | Zinaida Voronina · Unión Soviética                        |
| Múnich 1972         | Karin Janz · Alemania Oriental                         | Erika Zuchold · Alemania Oriental                                           | Ludmilla Tourischeva · Unión Soviética                    |
| Montreal 1976       | Nellie Kim · Unión Soviética                           | Carola Dombeck · Alemania Oriental Ludmilla Tourischeva · Unión Soviética   | medalla no otorgada                                       |
| Moscú 1980          | Natalia Shaposhnikova · Unión Soviética                | Steffi Kräker · Alemania Oriental                                           | Melita Ruhn · Rumania                                     |
| Los Ángeles 1984    | Ecaterina Szabo · Rumania                              | Mary Lou Retton · Estados Unidos                                            | Lavinia Agache · Rumania                                  |
| Seúl 1988           | Svetlana Boginskaya · Unión Soviética                  | Gabriela Potorac · Rumania                                                  | Daniela Silivaș · Rumania                                 |
| Barcelona 1992      | Lavinia Miloșovici · Rumania Henrietta Ónodi · Hungría | medalla no otorgada                                                         | Tatiana Lysenko · Equipo Unificado                        |
| Atlanta 1996        | Simona Amânar · Rumania                                | Mo Huilan · República Popular China                                         | Gina Gogean · Rumania                                     |
| Sídney 2000         | Elena Zamolodchikova · Rusia                           | Andreea Răducan · Rumania                                                   | Yekaterina Lobaznyuk · Rusia                              |
| Atenas 2004         | Monica Roșu · Rumania                                  | Annia Hatch · Estados Unidos                                                | Anna Pavlova · Rusia                                      |
| Beijing 2008        | Hong Un-jong · Corea del Norte                         | Oksana Chusovitina · Alemania                                               | Cheng Fei · República Popular China                       |
| Londres 2012        | Sandra Izbașa · Rumania                                | McKayla Maroney · Estados Unidos                                            | Mariya Paseka · Rusia                                     |
| Río de Janeiro 2016 | Simone Biles · Estados Unidos                          | Mariya Paseka · Rusia                                                       | Giulia Steingruber · Suiza                                |
| Tokio 2020          | Rebeca Andrade · Brasil                                | MyKayla Skinner · Estados Unidos                                            | Yeo Seo-Jeong · Corea del Sur                             |
| París 2024          | Simone Biles · Estados Unidos                          | Rebeca Andrade · Brasil                                                     | Jade Carey · Estados Unidos                               |

#### Suelo
| Edición             | Oro                                                             | Plata                                  | Bronce                                                                                     |
| ------------------- | --------------------------------------------------------------- | -------------------------------------- | ------------------------------------------------------------------------------------------ |
| Helsinki 1952       | Ágnes Keleti · Hungría                                          | Maria Gorokhovskaya · Unión Soviética  | Margit Korondi · Hungría                                                                   |
| Melbourne 1956      | Ágnes Keleti · Hungría Larisa Latynina · Unión Soviética        | medalla no otorgada                    | Elena Leuşteanu · Rumania                                                                  |
| Roma 1960           | Larisa Latynina · Unión Soviética                               | Polina Astakhova · Unión Soviética     | Tamara Lyukhina · Unión Soviética                                                          |
| Tokio 1964          | Larisa Latynina · Unión Soviética                               | Polina Astakhova · Unión Soviética     | Anikó Ducza · Hungría                                                                      |
| México 1968         | Věra Čáslavská · Checoslovaquia Larisa Petrik · Unión Soviética | no otorgada                            | Natalia Kuchinskaya · Unión Soviética                                                      |
| Múnich 1972         | Olga Korbut · Unión Soviética                                   | Ludmilla Tourischeva · Unión Soviética | Tamara Lazakovich · Unión Soviética                                                        |
| Montreal 1976       | Nellie Kim · Unión Soviética                                    | Ludmilla Tourischeva · Unión Soviética | Nadia Comăneci · Rumania                                                                   |
| Moscú 1980          | Nadia Comăneci · Rumania Nellie Kim · Unión Soviética           | medalla no otorgada                    | Maxi Gnauck · Alemania Oriental Natalia Shaposhnikova · Unión Soviética                    |
| Los Ángeles 1984    | Ecaterina Szabo · Rumania                                       | Julianne McNamara · Estados Unidos     | Mary Lou Retton · Estados Unidos                                                           |
| Seúl 1988           | Daniela Silivaș · Rumania                                       | Svetlana Boginskaya · Unión Soviética  | Diana Dudeva · Bulgaria                                                                    |
| Barcelona 1992      | Lavinia Miloșovici · Rumania                                    | Henrietta Ónodi · Hungría              | Cristina Bontaș · Rumania Tatiana Gutsu · Equipo Unificado Shannon Miller · Estados Unidos |
| Atlanta 1996        | Lilia Podkopayeva · Ucrania                                     | Simona Amânar · Rumania                | Dominique Dawes · Estados Unidos                                                           |
| Sídney 2000         | Elena Zamolodchikova · Rusia                                    | Svetlana Khorkina · Rusia              | Simona Amânar · Rumania                                                                    |
| Atenas 2004         | Cătălina Ponor · Rumania                                        | Nicoleta Daniela Șofronie · Rumania    | Patricia Moreno · España                                                                   |
| Beijing 2008        | Sandra Izbașa · Rumania                                         | Shawn Johnson · Estados Unidos         | Nastia Liukin · Estados Unidos                                                             |
| Londres 2012        | Aly Raisman · Estados Unidos                                    | Cătălina Ponor · Rumania               | Aliya Mustafina · Rusia                                                                    |
| Río de Janeiro 2016 | Simone Biles · Estados Unidos                                   | Aly Raisman · Estados Unidos           | Amy Tinkler · Reino Unido                                                                  |
| Tokio 2020          | Jade Carey · Estados Unidos                                     | Vanessa Ferrari · Italia               | Angelina Melnikova · ROC Mai Murakami · Japón                                              |
| París 2024          | Rebeca Andrade · Brasil                                         | Simone Biles · Estados Unidos          | Ana Bărbosu · Rumania                                                                      |

### Evento descontinuado

#### Aparatos portátiles por equipo
| Edición        | Oro | Plata | Bronce |
| -------------- | --- | --- | --- |
| Helsinki 1952  | SueciaEvy Berggren · Vanja Blomberg · Karin Lindberg · Hjördis Nordin · Ann-Sofi Pettersson · Göta Pettersson · Gun Roring · Ingrid Sandahl | Unión SoviéticaNina Bocharova · Pelageva Danilova · Maria Gorokhovskaya · Medea Jugeli · Ekaterina Kalinchuk · Galina Minaicheva · Galina Shamrai · Galina Urbanovich | HungríaAndrea Bodó · Irén Daruházi-Karcsics · Erzsébet Gulyás-Köteles · Ágnes Keleti · Margit Korondi · Mária Kövi-Zalai · Edit Perényi-Weckinger · Olga Lemhényi-Tass |
| Melbourne 1956 | HungríaErzsébet Gulyás-Köteles · Ágnes Keleti · Alice Kertész · Margit Korondi · Olga Lemhényi-Tass · Andrea Molnár-Bodó                    | SueciaEvy Berggren · Doris Hedberg · Maud Karlén · Karin Lindberg · Ann-Sofi Pettersson · Eva Rönström                                                                | PoloniaDorota Horzonek-Jokiel · Natalia Kot · Danuta Nowak-Stachow · Helena Rakoczy · Lidia Szczerbińska · Barbara Wilk-Ślizowska                                      |
| Melbourne 1956 | HungríaErzsébet Gulyás-Köteles · Ágnes Keleti · Alice Kertész · Margit Korondi · Olga Lemhényi-Tass · Andrea Molnár-Bodó                    | SueciaEvy Berggren · Doris Hedberg · Maud Karlén · Karin Lindberg · Ann-Sofi Pettersson · Eva Rönström                                                                | Unión SoviéticaPolina Astakhova · Lyudmila Yegorova · Lidia Kalinina · Larisa Latynina · Tamara Manina · Sofia Muratova                                                |

## Gimnasia rítmica

#### Rítmica individual
| Edición             | Oro                                     | Plata                       | Bronce                                 |
| ------------------- | --------------------------------------- | --------------------------- | -------------------------------------- |
| Los Ángeles 1984    | Lori Fung · Canadá                      | Doina Stăiculescu · Rumania | Regina Weber · Alemania Occidental     |
| Seúl 1988           | Marina Lobatch · Unión Soviética        | Adriana Dunavska · Bulgaria | Olexandra Tymoshenko · Unión Soviética |
| Barcelona 1992      | Olexandra Tymoshenko · Equipo Unificado | Carolina Pascual · España   | Oxana Skaldina · Equipo Unificado      |
| Atlanta 1996        | Kateryna Serebrianska · Ucrania         | Yanina Batyrchina · Rusia   | Olena Vitrychenko · Ucrania            |
| Sídney 2000         | Yulia Barsukova · Rusia                 | Yulia Raskina · Bielorrusia | Alina Kabaeva · Rusia                  |
| Atenas 2004         | Alina Kabaeva · Rusia                   | Irina Tchachina · Rusia     | Anna Bessonova · Ucrania               |
| Beijing 2008        | Yevgeniya Kanayeva · Rusia              | Inna Zhukova · Bielorrusia  | Anna Bessonova · Ucrania               |
| Londres 2012        | Yevgeniya Kanayeva · Rusia              | Daria Dmitrieva · Rusia     | Liubov Charkashyna · Bielorrusia       |
| Río de Janeiro 2016 | Margarita Mamun · Rusia                 | Yana Kudryavtseva · Rusia   | Ganna Rizatdinova · Ucrania            |
| Tokio 2020          | Linoy Ashram · Israel                   | Dina Averina · ROC          | Alina Harnasko · Bielorrusia           |
| París 2024          | Darja Varfolomeev · Alemania            | Boriana Kalein · Bulgaria   | Sofia Raffaeli · Italia                |

#### Rítmica por conjuntos
| Edición             | Oro | Plata | Bronce |
| ------------------- | --- | --- | --- |
| Atlanta 1996        | EspañaMarta Baldó · Nuria Cabanillas · Estela Giménez · Lorena Guréndez · Tania Lamarca · Estíbaliz Martínez                | BulgariaIna Deltcheva · Valentina Kevlian · Maria Koleva · Maja Tabakova · Ivelina Taleva · Vjara Vatachka                           | RusiaYevgeniya Bochkaryova · Irina Dzyuba · Yuliya Ivanova · Yelena Krivoshey · Olga Shtyrenko · Angelina Yushkova             |
| Sídney 2000         | RusiaIrina Belova · Natalia Lavrova · Mariya Netesova · Yelena Shalamova · Vera Shimanskaya · Irina Zilber                  | BielorrusiaTatyana Ananko · Tatyana Belan · Anna Glazkova · Irina Ilyenkova · Maria Lazuk · Olga Puzhevich                           | GreciaEirini Aindili · Evangelia Christodoulou · Maria Georgatou · Zacharoula Karyami · Charikleia Pantazi · Anna Pollatou     |
| Atenas 2004         | RusiaOlesya Belugina · Olga Glatskikh · Tatiana Kurbakova · Natalia Lavrova · Elena Murzina · Yelena Posevina               | ItaliaElisa Blanchi · Fabrizia D'Ottavio · Marinella Falca · Daniela Masseroni · Elisa Santoni · Laura Vernizzi                      | BulgariaEleonora Kezhova · Zhaneta Ilieva · Zornitsa Marinova · Kristina Ranguelova · Galina Tancheva · Vladislava Tancheva    |
| Beijing 2008        | RusiaMargarita Aliychuk · Anna Gavrilenko · Tatiana Gorbunova · Yelena Posevina · Daria Shkurikhina · Natalia Zuyeva        | República Popular ChinaCai Tongtong · Chou Tao · Lü Yuanyang · Sui Jianshuang · Sun Dan · Zhang Shuo                                 | BielorrusiaOlesya Babushkina · Anastasia Ivankova · Zinaida Lunina · Glafira Martinovich · Ksenia Sankovich · Alina Tumilovich |
| Londres 2012        | Rusia Anastasia Bliznyuk · Uliana Donskova · Ksenia Dudkina · Alina Makarenko · Anastasia Nazarenko · Karolina Sevastyanova | Bielorrusia Maryna Hancharova · Anastasia Ivankova · Nataliya Leshchyk · Aliaksandra Narkevich · Ksenia Sankovich · Alina Tumilovich | Italia Elisa Blanchi · Romina Laurito · Marta Pagnini · Elisa Santoni · Anzhelika Savrayuk · Andreea Stefanescu                |
| Río de Janeiro 2016 | Rusia Vera Biryukova · Anastasia Bliznyuk · Anastasia Maksimova · Anastasia Tatareva · Maria Tolkacheva                     | España Sandra Aguilar · Artemi Gavezou · Elena López · Lourdes Mohedano · Alejandra Quereda                                          | Bulgaria Reneta Kamberova · Lyubomira Kazanova · Mihaela Maevska-Velichkova · Tsvetelina Naydenova · Hristiana Todorova        |
| Tokio 2020          | Bulgaria Simona Dyankova · Stefani Kiryakova · Madlen Radukanova · Laura Traets · Erika Zafirova                            | ROC Anastasia Bliznyuk · Anastasia Maksimova · Angelina Shkatova · Anastasia Tatareva · Alisa Tishchenko                             | Italia Martina Centofanti · Agnese Duranti · Alessia Maurelli · Daniela Mogurean · Martina Santandrea                          |
| París 2024          | República Popular China Guo Qiqi · Hao Ting · Huang Zhangjiayang · Wang Lanjing · Ding Xinyi                                | Israel Ofir Shaham · Diana Svertsov · Adar Friedmann · Romi Paritzki · Shani Bakanov                                                 | Italia Alessia Maurelli · Martina Centofanti · Agnese Duranti · Daniela Mogurean · Laura Paris                                 |

## Trampolín

### Individual
| Edición             | Oro                                   | Plata                                                    | Bronce                                   |
| ------------------- | ------------------------------------- | -------------------------------------------------------- | ---------------------------------------- |
| Sídney 2000         | Irina Karavayeva · Rusia              | Oxana Tsyhuleva · Ucrania                                | Karen Cockburn · Canadá                  |
| Atenas 2004         | Anna Dogonadze · Alemania             | Karen Cockburn · Canadá                                  | Huang Shanshan · República Popular China |
| Beijing 2008        | He Wenna · República Popular China    | Karen Cockburn · Canadá                                  | Ekaterina Khilko · Uzbekistán            |
| Londres 2012        | Rosannagh MacLennan · Canadá          | Huang Shanshan · República Popular China                 | He Wenna · República Popular China       |
| Río de Janeiro 2016 | Rosannagh MacLennan · Canadá          | Bryony Page · Reino Unido                                | Li Dan · República Popular China         |
| Tokio 2020          | Zhu Xueying · República Popular China | Liu Lingling · República Popular China                   | Bryony Page · Reino Unido                |
| París 2024          | Bryony Page · Reino Unido             | Viyaleta Bardzilouskaya · Atletas Individuales Neutrales | Sophiane Méthot · Canadá                 |